# Kalevala

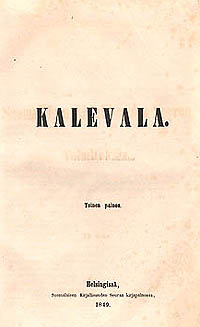
Kalevala, 1849

Kalevala é a epopeia nacional da Finlândia, escrita/compilada por Elias Lönnrot. Para a escrever, Lönnrot reuniu uma extensa colecção de antigas canções populares que permaneceram vivas na tradição oral das populações finlandesas, sobretudo no distrito de Arcanjo na Carélia. O grande feito de Lönnrot foi conseguir costurar todas estas canções tradicionais numa única narrativa épica de considerável consistência. Para o efeito usou livremente trechos das canções recolhidas e acrescentou alguns versos da sua própria autoria (cerca de 2% do total).
A primeira edição da obra - normalmente referida como a "Velha Kalevala" - foi publicada em 1835. A segunda edição, que aumenta (de 32 cantos para 50) e altera consideravelmente a narrativa (por exemplo, Väinämöinen deixa de ser um deus e a tarefa da criação do mundo é agora levada a cabo pela sua mãe, a donzela do ar Ilmatar), foi publicada em 1849.
O poema descreve as façanhas de vários heróis míticos finlandeses: Väinämöinen, o bardo, Ilmarinen, o ferreiro e Lemminkäinen, um misto de Ulisses e Don Juan finlandês, e de Kullervo, um anti-herói de destino trágico. Um tema predominante do épico é a relação entre Kalevala (a terra de Kaleva) e Pohjola (a terra do Norte, por vezes conotada com a Lapónia).
O poema na sua forma de 1849 consta de 50 cantos. Nos primeiros 25 cantos, depois de uma narração da criação do mundo e do nascimento de Väinämöinen, os três heróis da Kalevala (Väinämöinen, Ilmarinen e Lemminkäinen) visitam alternadamente a Pohjola, cortejando a filha de Louhi, senhora da Pohjola. Ilmarinen forja o Sampo (um misterioso objecto que traz prosperidade a quem o possui) como parte das condições para ganhar a mão da filha de Louhi, com quem finalmente se casa. Nos segundos 25 cantos, a relação entre Kalevala e Pohjola torna-se hostil e os heróis da Kalevala roubam o Sampo a Pohjola, ao que se segue uma guerra pela sua posse. Em jeito de narrativa intercalada, a história trágica de Kullervo é contada. O poema acaba com o final da era mítica finlandesa, simbolizada pela chegada de um novo deus (Cristo) e na partida de Väinämöinen.

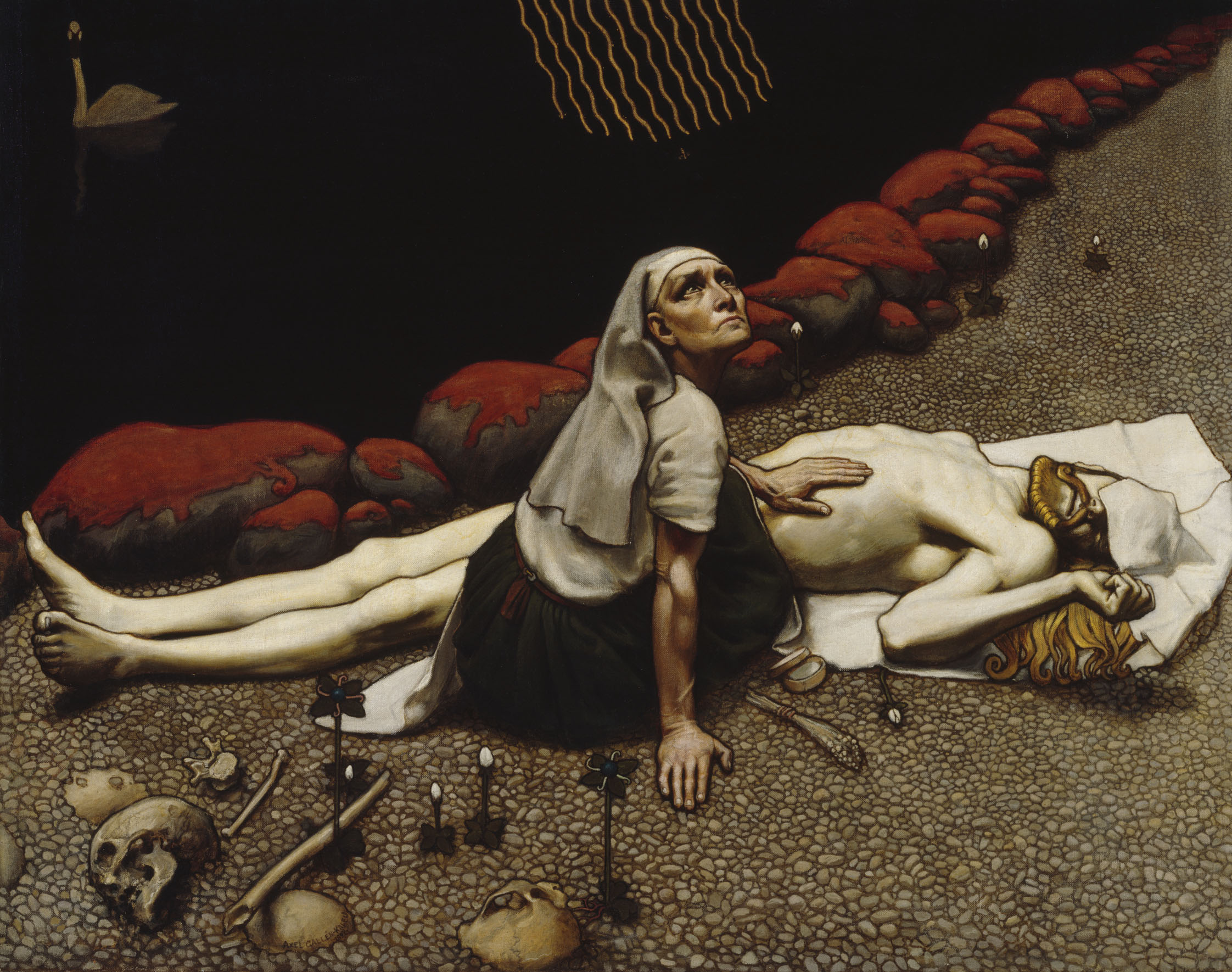
Akseli Gallen-Kallela: A mãe de Lemminkainen.

A magia desempenha um papel predominante na narrativa e todos os heróis têm poderes mágicos de algum tipo. A magia na Kalevala está tipicamente relacionada, mesmo conotada, com a canção, a palavra e o conhecimento: Väinämöinen, por exemplo, é, indistintamente, bardo, mago e sábio. Na Kalevala conhecer uma coisa é cantá-la e ter poderes sobre ela.
Em termos formais, a Kalevala não apresenta separação de estrofes, nem rima. Os versos são octossílabos e compostos de uma sequência de sílabas longas e sílabas curtas alternadas, começando cada verso por uma sílaba longa e acabando numa sílaba curta.
Os versos são tipicamente emparelhados em dísticos, dos quais o segundo frequentemente expressa uma variação do significado do primeiro.
A Kalevala teve um importante papel no desenvolvimento do nacionalismo finlandês que finalmente levaria a Finlândia à independência da Rússia em 1917.
Muitas obras do compositor finlandês Jean Sibelius foram inspiradas em temas da Kalevala.
Uma tradução integral em português foi publicada em 2007 pela editora Ministério dos Livros (tradução de Orlando Moreira).
Em 2013 foi publicada uma segunda tradução integral feita por Merja de Mattos-Parreira e Ana Isabel Soares, com ilustrações de Rogério Ribeiro. A edição saiu pela Publicações Dom Quixote, uma editora do Grupo Leya, em Alfragide, Portugal. A edição ainda conta com uma introdução de Seppo Knuuttila. Além, a edição contém extensa coleção de notas explicativas ao fim do livro. Entretanto, assim como muitas das traduções e mesmo algumas edições finlandesas da Kalevala, esta tradução não conta com os prefácios das versões originais de 1835 e 1849 escritos por Elias Lönnrot, nem com suas notas originais.
No Brasil, há uma tradução bilíngue do Poema Primeiro (Ensimmäinen runo) feita por José Bizerril e Álvaro Faleiros em 2009 e publicada pelo Ateliê Editorial em São Paulo. A tradução acompanha comentários.